# Pflanzenstandorte Pfahl und Sündrich
Die Pflanzenstandorte Pfahl und Sündrich sind ein vom Regierungspräsidium Stuttgart am 9. Februar 1981 durch Verordnung ausgewiesenes Naturschutzgebiet auf dem Gebiet der Gemeinde Weißbach im Hohenlohekreis in Baden-Württemberg.

## Lage und Beschreibung
Das Naturschutzgebiet liegt nordöstlich des Weißbacher Ortsteils Crispenhofen am rechten Talhang des Hettenbachs. Das Gebiet gehört zum Naturraum der Kocher-Jagst-Ebenen.
Der südexponierte Trockenhang ist mit einem artenreichen Magerrasen bedeckt, der mit Feldgehölzen, Feldhecken und Gebüschen strukturiert ist. Hinzu kommen Sonderstandorte, wie Trockenmauern und Steinriegel. Am Oberhang ist das Gebiet bewaldet.

## Flora und Fauna
Im Naturschutzgebiet kommen unter anderem die Hummel-Ragwurz (Ophrys holoserica), das Helm-Knabenkraut (Orchis militaris), das Purpur-Knabenkraut (Orchis purpurea), die Bocks-Riemenzunge (Himantoglossum hircinum), der Diptam (Dictamnus albus), die Ästige Graslilie (Anthericum ramosum), die Stengellose Kratzdistel (Cirsium acaulon), der Gewöhnlicher Wundklee (Anthyllis vulneraria), die Mücken-Händelwurz (Gymnadenia conopsea), der Hirschwurz-Haarstrang (Peucedanum cervaria) und der Ohnsporn (Aceras anthropophorum) vor. Neophytisch ist die Robinie (Robinia pseudoacacia) im Hang vorhanden.

## Schutzzweck
Wesentlicher Schutzzweck ist gemäß Schutzgebietsverordnung „die Erhaltung und Entwicklung einer wertvollen Steppenheidefläche im Bereich des unteren Muschelkalkes mit einer seltenen und schutzwürdigen Fauna und Flora.“

## Zusammenhängende Schutzgebiete
Das Gebiet grenzt im Süden an das Landschaftsschutzgebiet Langenbachtal zwischen Diebach und Crispenhofen mit weiterer Umgebung und ist Teil des FFH-Gebiets Jagsttal Dörzbach-Krautheim.